# Tvåtjärnarna (Bjurholms socken, Ångermanland, 710279-165811)
Tvåtjärnarna är en sjö i Bjurholms kommun i Ångermanland och ingår i Öreälvens huvudavrinningsområde.